# Nursahat Pazziyev
Nursahat Pazziyev est un boxeur turkmène né le 22 octobre 1992.

## Carrière
Médaillé de bronze en poids welters aux Jeux olympiques de la jeunesse de 2010 à Singapour, il se qualifie pour les Jeux olympiques de 2012 à Londres après avoir atteint la finale du tournoi de qualification de la zone Asie.

## Palmarès

### Jeux olympiques
- Qualifié pour les Jeux de 2012 à Londres, Angleterre
- Médaille de bronze en -69 kg aux Jeux olympiques de la jeunesse de 2010 à Singapour